# بوژوک
بوژوک (به مجاری:  Bozsok) یک شهرداری در مجارستان است که در ناحیهٔ کوسگ واقع شده‌است. بوژوک ۲۰٫۹۱ کیلومتر مربع مساحت و ۳۷۰ نفر جمعیت دارد.